# 川越市内の通り

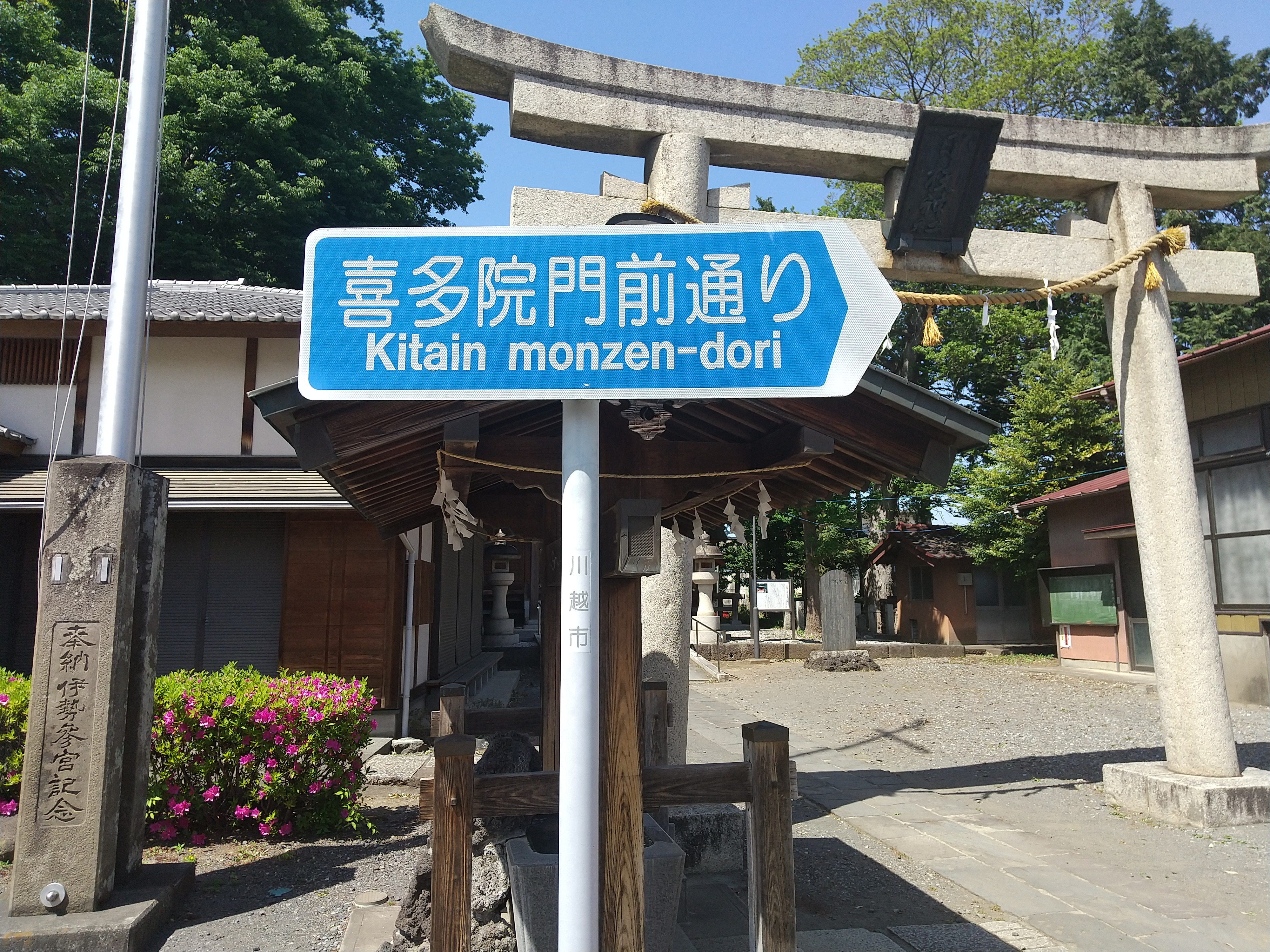
川越市小仙波町付近にて

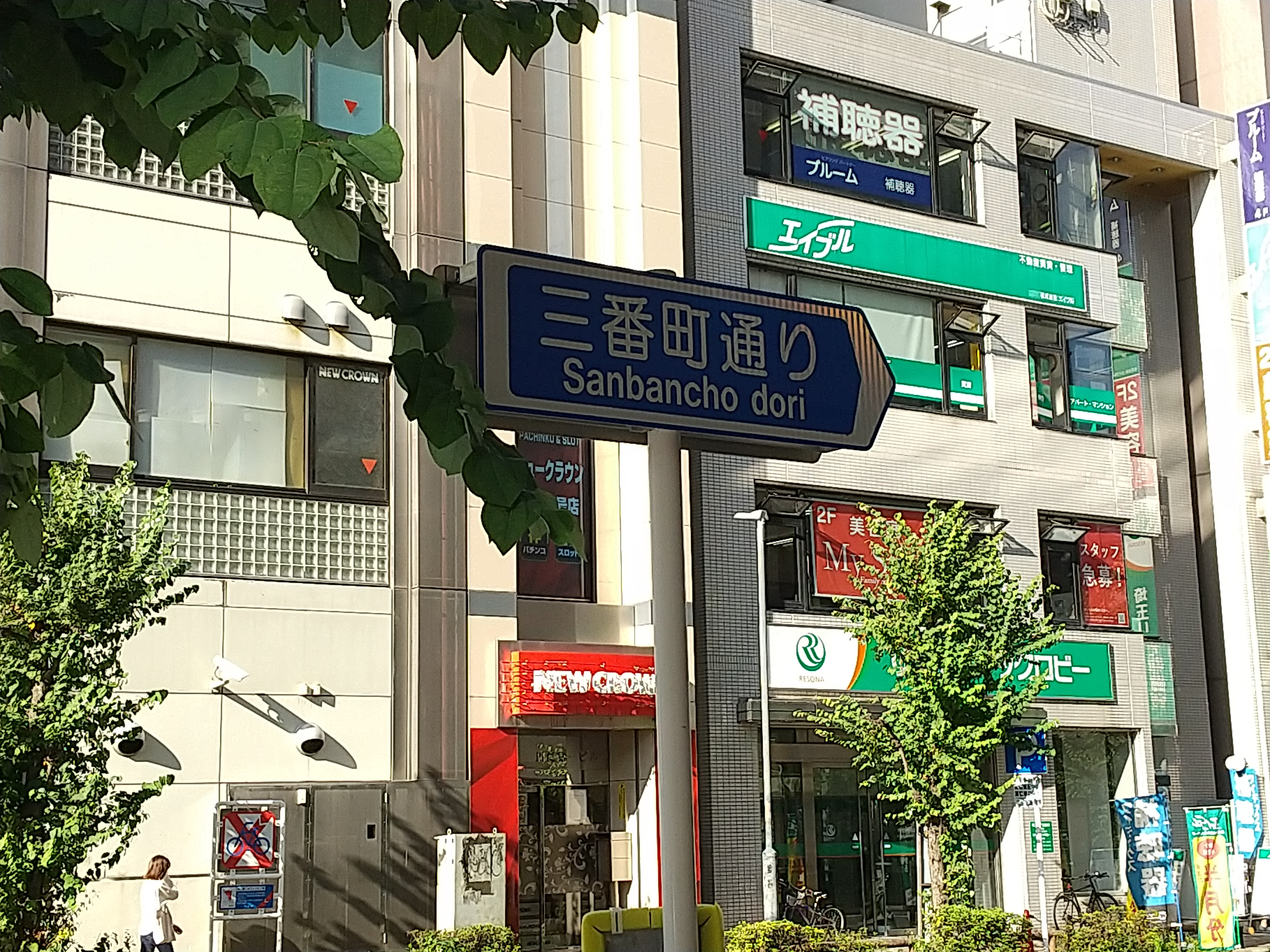
川越市脇田町付近にて

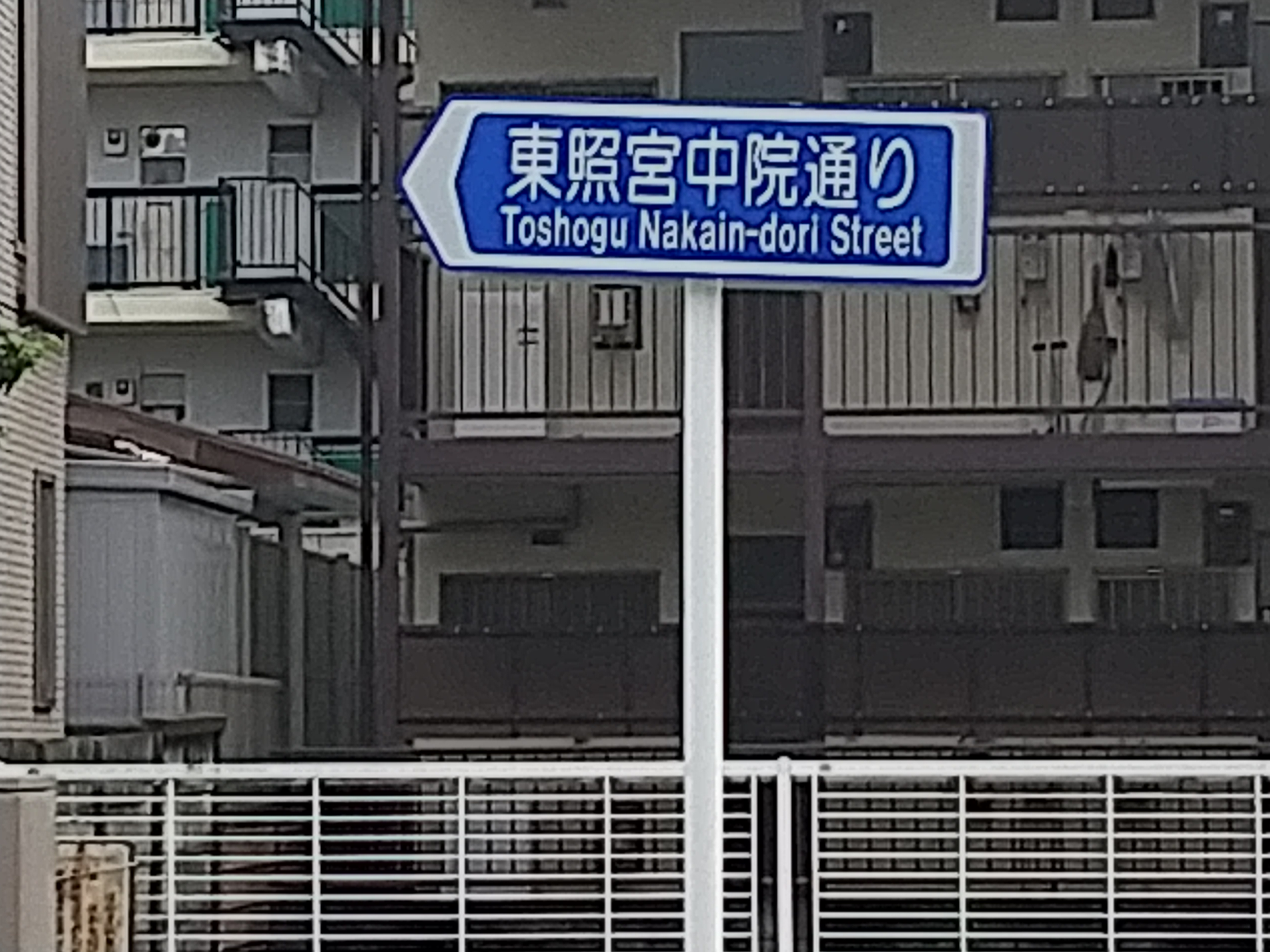
川越市西小仙波町付近にて

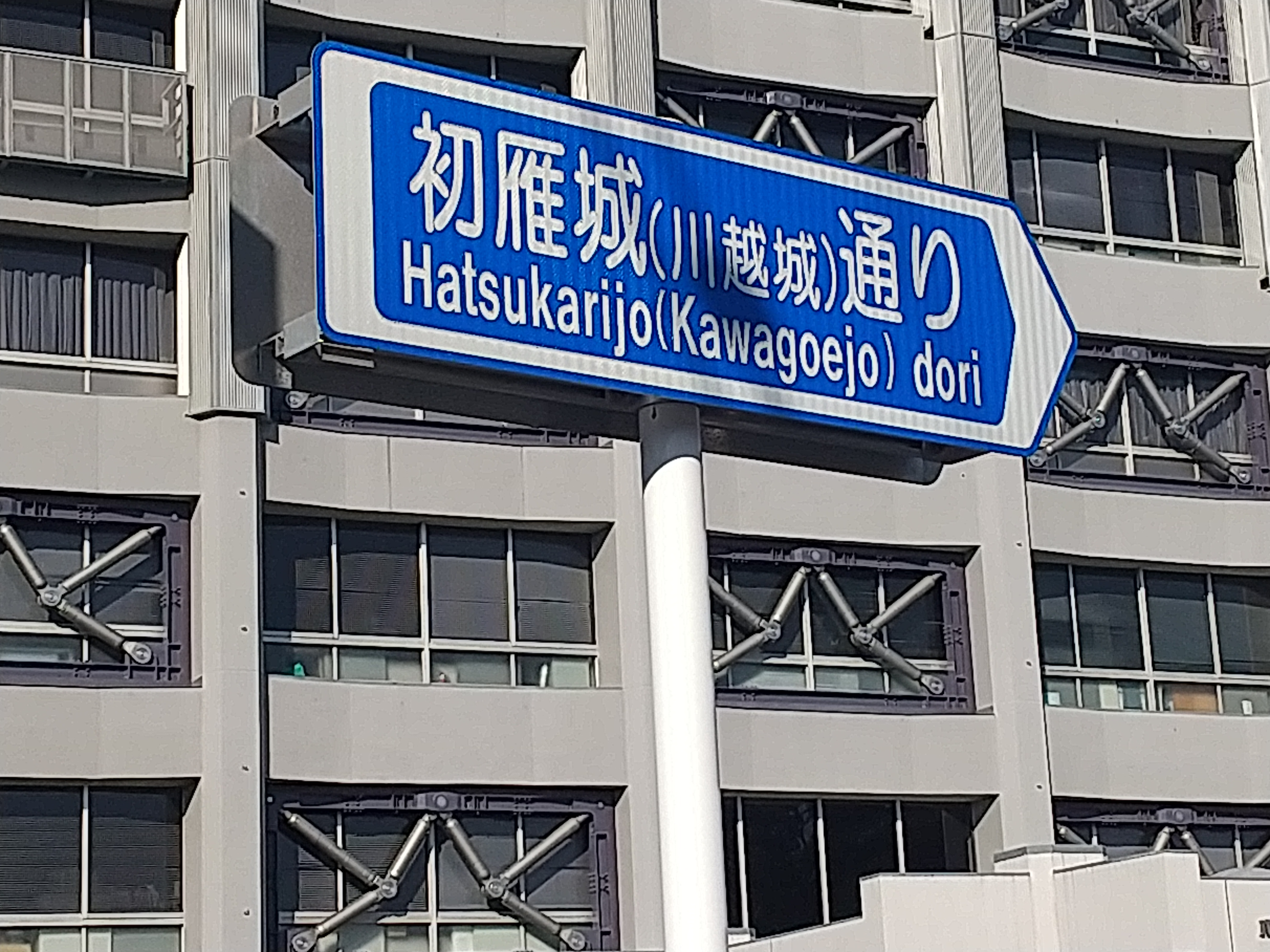
川越市郭町付近にて

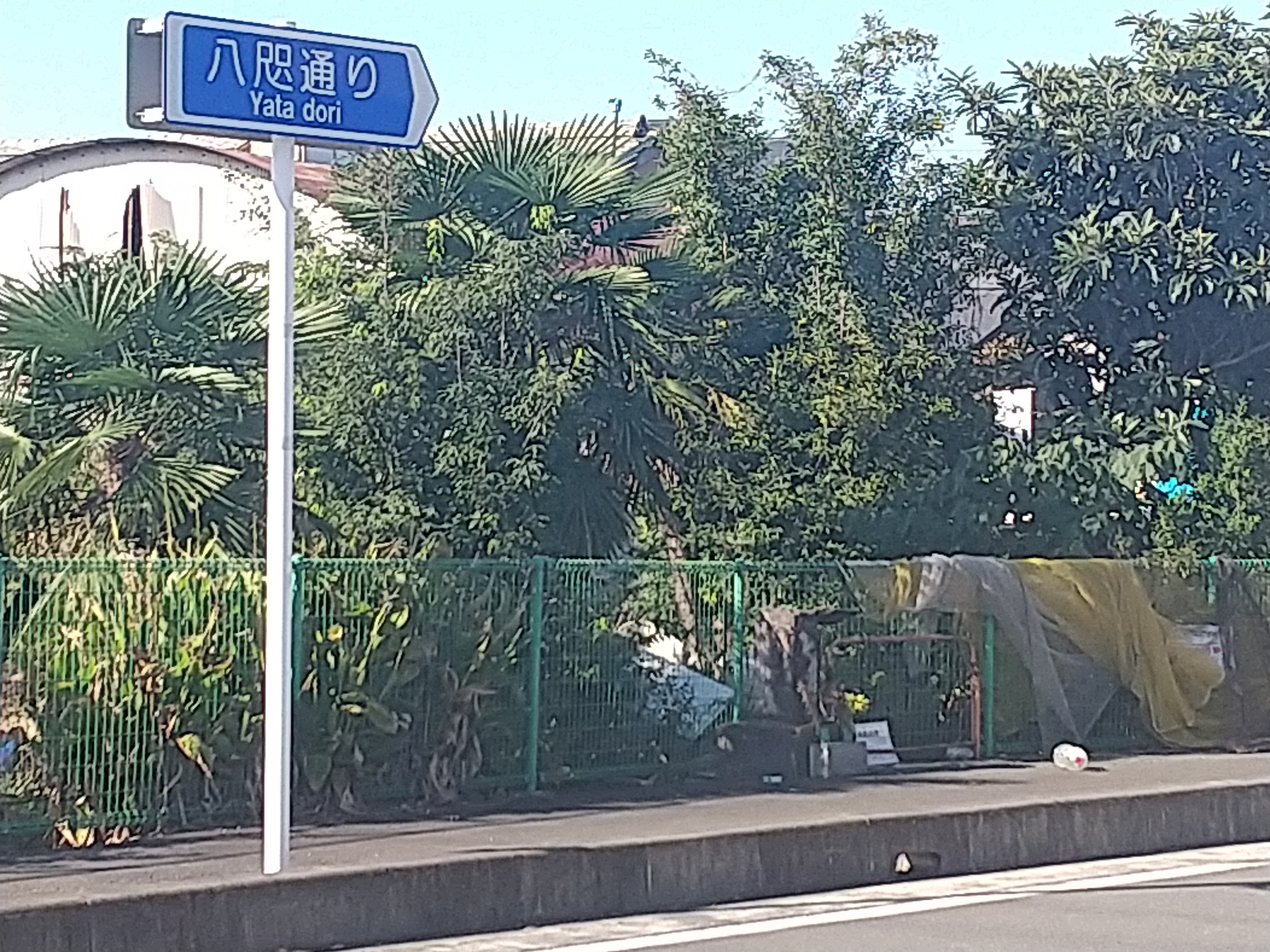
川越市上寺山付近にて

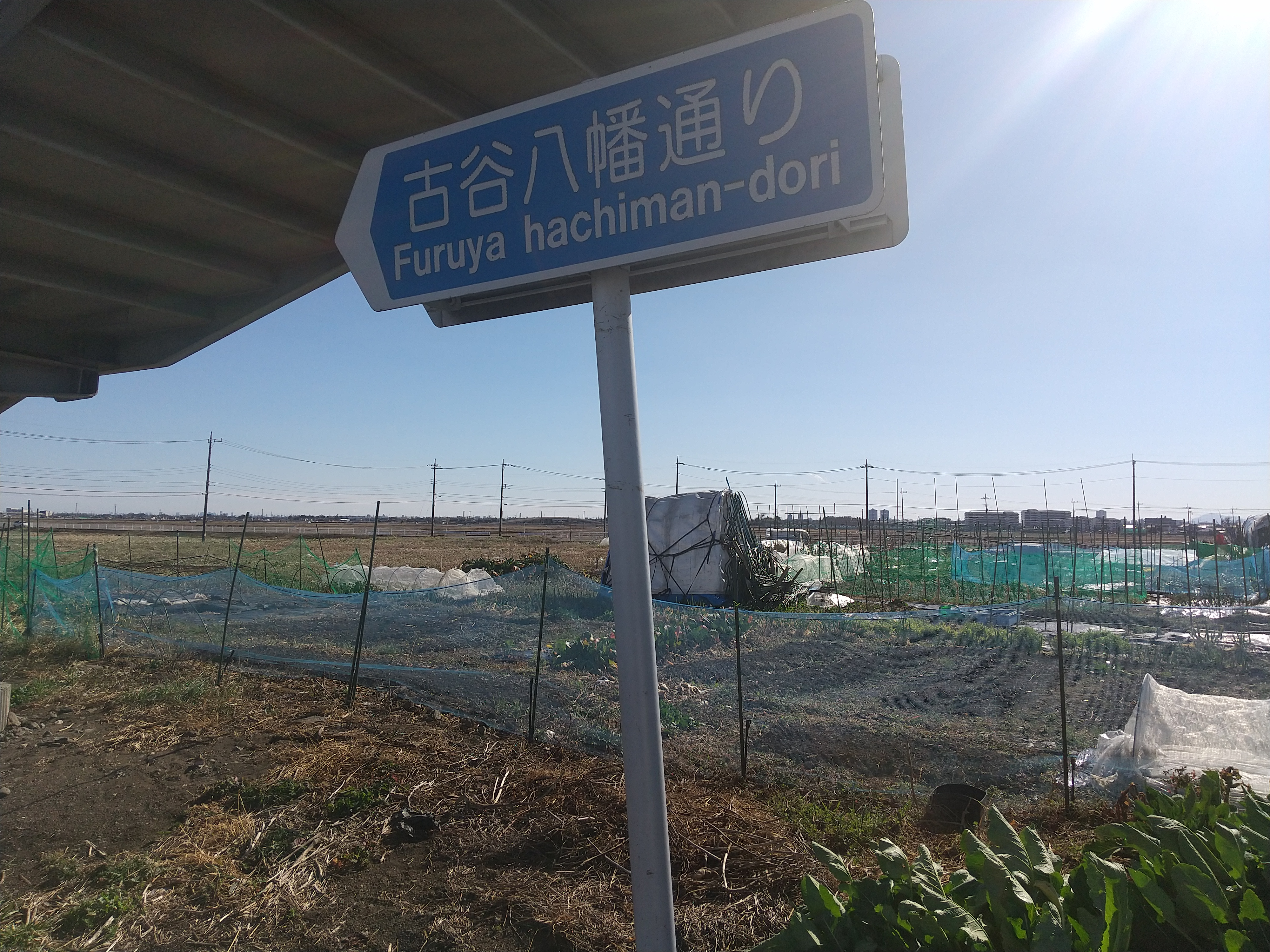
川越市古谷上付近にて

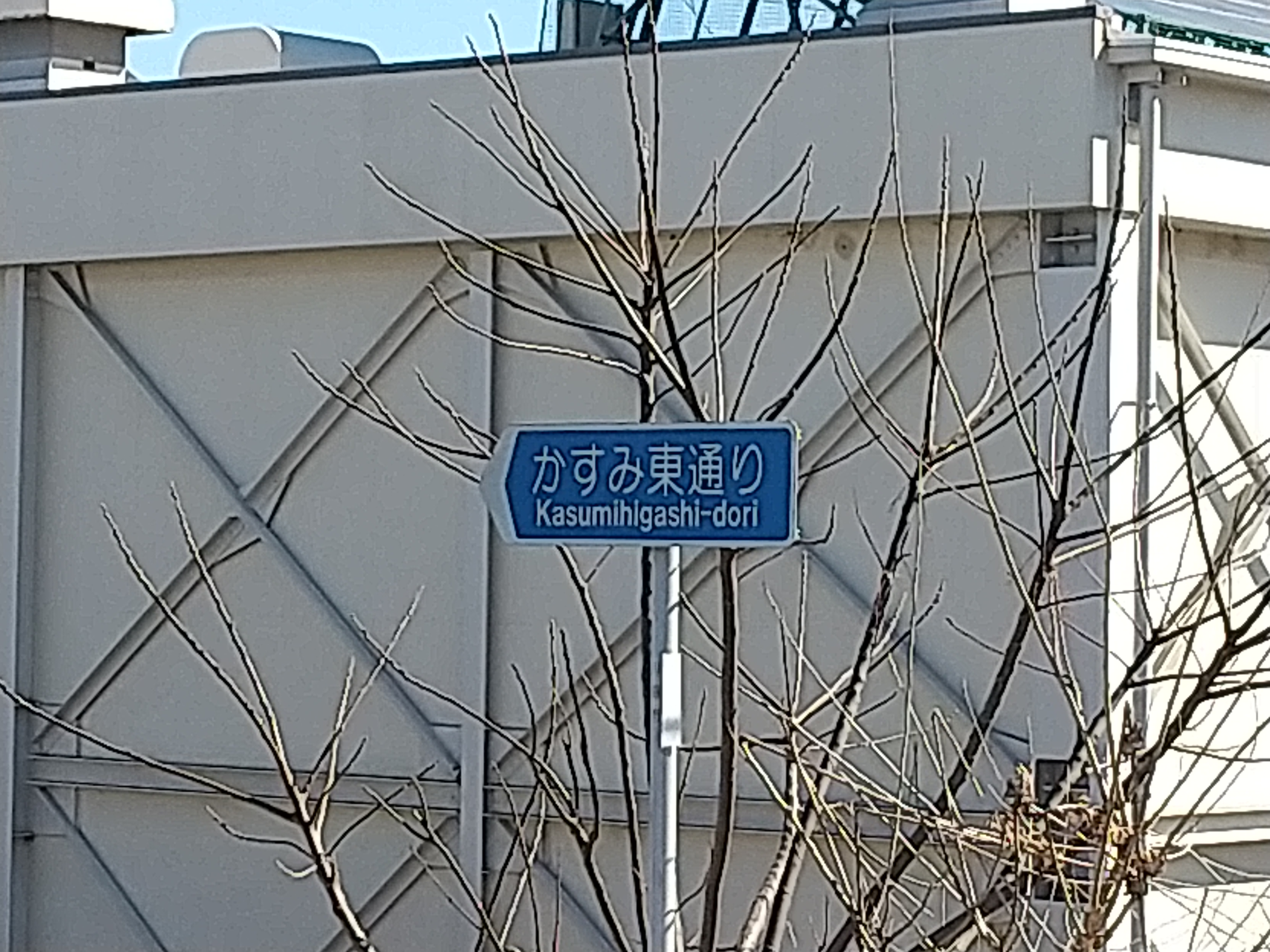
川越市的場付近にて

川越市内の通り（かわごえしないのとおり）は、埼玉県川越市内にある通りを一覧にしたものである。

## 概要
川越市内には、古くから通称や商店街の名称に用いられてきた通りの名前がある。
1995年、川越市は市道22区間について地元自治会の要望に基づいて愛称名を定めるとともに、5区間については市民が親しみを込めて呼びやすいようにするため一般公募を行った。256点の応募から道路愛称選定委員会の選考を経て、同年8月10日（道の日）に愛称名が発表された。一部修正・廃止・追加が行われたうえで、翌年3月までに愛称プレートが設置された。
さらに2009年には市道8区間について公募が行われ、翌年4月に783点の応募の中から愛称が決定した。2012年には一部区間の名称が変更された。こうして決定した愛称名には、1番から36番の番号が振り分けられている。

## 愛称名
斜体は公募による愛称を示す。
1. アカシア通り(1996 -)
川越駅付近の西武新宿線踏切前 - 東武東上線踏切前の交差点まで
2. 一番町通り(2010 -)
みずほ信託銀行から川越工業高校入口交差点まで
3.入間川街道(1996 -)
田町地内から藤倉2丁目まで
4. 裏宿通り(1996 -)
元町1丁目地内から喜多町地内まで
5. かねつき通り(1996 -)
時の鐘入口交差点から旧市民会館入口交差点まで
6. 河岸街道(1996 -)
脇田新町の西武鉄道踏切から埼玉県道160号川越北環状線まで
7. 喜多院門前通り(1996 -)
小仙波3丁目地内から日枝神社前の交差点まで
8. 八幡通り(1996 -)
山口病院から通町地内まで
9. 桜横丁(2012-)
埼玉県道51号川越上尾線から元町1丁目地内まで
10. 三番町通り(2010 -)
脇田町の東武東上本線踏切から三番町交差点まで
11. 高澤通り(1996 -)
埼玉県道39号川越坂戸毛呂山線。札の辻交差点から高沢橋まで
12. 東照宮中院通り(1996 -)
新富町1丁目地内から小仙波町3丁目地内まで
13. 二番町通り(2010 -)
脇田町地内から南通町地内まで
14. 初雁城（川越城）通り(2010 -)
埼玉県道51号川越上尾線（市役所前交差点）から国道254号（博物館入口交差点）まで
15. 本町通り(2010 -)
埼玉県道51号川越上尾線（市役所前交差点）から札の辻交差点まで
16. 北山田桜堤通り(1996 -)
国道254号から城西川越中学校・城西大学付属川越高等学校まで
17. 新田通り(1996 -)
府川地内から石田地内まで
18. 八咫通り(2010 -)
埼玉県道39号川越坂戸毛呂山線（上寺山地内）から埼玉県道256号片柳川越線（寺山地内）まで
19. 山田かかし通り(2010 -)
国道254号から城西川越中学校・城西大学付属川越高等学校まで
20. 伊佐沼通り(2010 -)
国道254号（博物館入口交差点）から鴨田金精稲荷神社まで
21. お成り街道(1996 -)
埼玉県道12号川越栗橋線から芳野小学校まで
22. 宿中央通り(1996 -)
川越特別支援学校から川越古谷郵便局まで
23. 古谷八幡通り(1996 -)
国道16号から古谷本郷下組地内まで
24. いちょう通り(1996 -)
国道254号（川越街道）から埼玉県道8号川越入間線（砂田新田地内）まで
25. 並木通り(1996 -)
国道254号（川越街道）から清水町地内まで
26. 河岸街道(1996 -)
南文化会館から中福観音堂まで
27. 中台通り(1996 -)
埼玉県道6号川越所沢線（中台元町）から中台3丁目地内まで
28. 大田街道(1996 -)
豊田本3丁目地内から南大塚6丁目地内まで
29. 水上公園通り(1996 -)
川城西郵便局前の交差点から川越水上公園正面入口まで
30. かさはた公園通り(1996 -)
川鶴3丁目地内から川鶴1丁目地内まで
31. さざんか通り(1996 -)
尾崎神社先の交差点から千日堂前交差点まで
32. さつき通り(1996 -)
千日堂前交差点から笠幡地内まで
33. おいせ橋通り(1996 -)
埼玉県道15号川越日高線（的場地内）から吉田新町2丁目地内まで
34. かすみ北通り(1996 -)
高橋から埼玉県道114号川越越生線（的場北地内）まで
35. かすみ東通り(1996 -)
的場1丁目内の東部東上線踏切から埼玉県道15号川越日高線（的場地内）まで
36. けやき通り(1996 -)
鶴ヶ島駅から埼玉県道114号川越越生線（松ヶ丘地内）まで

## その他
- クレアモール
- 大正浪漫夢通り

かつては銀座通りと呼ばれ、アーケードが設置されていた。
- 立門前通り[8]

大正浪漫夢通りと直交し、蓮馨寺山門から東へ延びる通りである。
- 菓子屋横丁
- 中央通り

埼玉県道12号・229号に指定されている仲町交差点から本川越駅前までの道路は、1933年（昭和8年）に開通し、中央通りという通称を持っている。現在も商店街の名称や都市計画道路の名称などで用いられている。
- 寺町通り[12]

川越一番街の西側に並行する通り。石畳が整備され、周囲に寺が立地する。
- 弁天横丁[13]

県道12号と裏宿通りを結ぶ東西の小道。かつての置屋が並び、近年はリノベーションによって再活用されている。